# ラミロ1世 (アラゴン王)

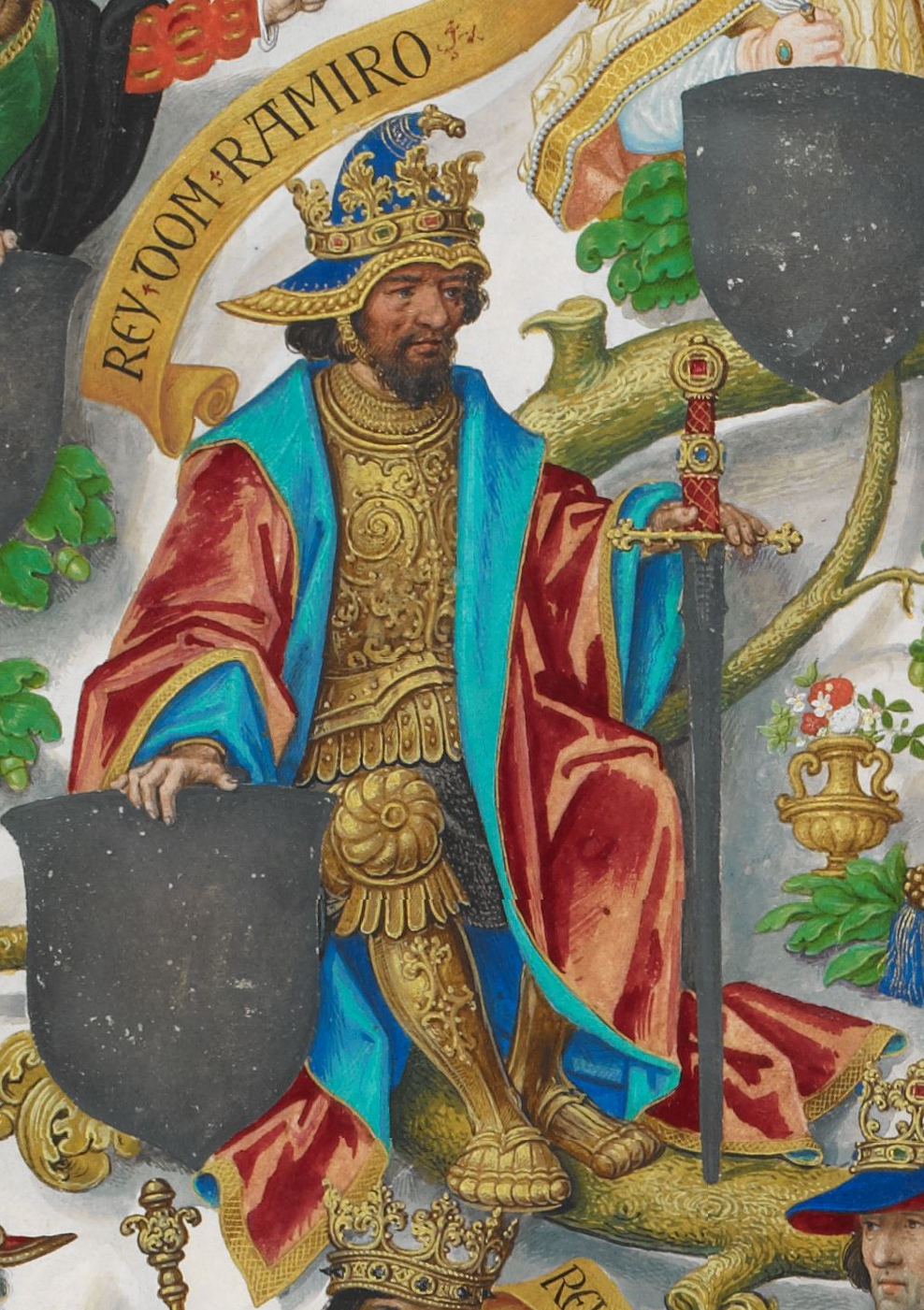
ラミロ1世

ラミロ1世（スペイン語：Ramiro I, 1007年頃 - 1063年5月8日）は、アラゴン王国の初代国王（在位：1035年 - 1063年）。ナバラ王サンチョ3世（大王）とサンチャ・デ・アイバルの間の庶長子。ナバラ王ガルシア3世（5世）、カスティーリャ王フェルナンド1世、ソブラルベ伯ゴンサロの異母兄。

## 生涯
1035年、ラミロ1世は「王」の称号と共にハカを中心とするアラゴン川の渓谷（現在のウエスカ県北西部）を相続した。さらに1043年、ソブラルベ伯となっていた三弟ゴンサロの死去により、ソブラルベ（現ウエスカ県中央北部）とリバゴルサ（現ウエスカ県北東部）を獲得した。
しかし領土は他の兄弟に比べて小さいため、領土拡大を目指し出兵を繰り返した。西のナバラとの国境にある町タファリャを攻撃したが、長弟ガルシア3世が救援にかけつけ失敗、次弟フェルナンド1世もナバラの肩を持ったためアラゴンは領土を少しナバラへ譲ることになり、ラミロ1世の目論見は挫かれた。それでも出兵を止めず1052年、1054年にベナバーレ・ロアーレ（現ウエスカ県北東部、西部）を手に入れた。
南にも目を向けたラミロ1世は1063年にサラゴサ王国（タイファ）の都市グラウサを包囲したが、サラゴサを庇護していたカスティーリャは援軍を送った。ラミロ1世は甥のサンチョ（後のサンチョ2世）とエル・シッドが率いるカスティーリャとサラゴサの連合軍に敗れ戦死、息子のサンチョ・ラミレスが王位を嗣いだ。

## 子女
1036年8月22日、ビゴール伯ベルナール1世・ロジェ（コマンジュ家）の娘ジェルベルジュ（結婚時にエルメシンダと改名）と結婚し、以下の子女をもうけた。
- テレサ（1037年頃 - ?） - プロヴァンス伯ギヨーム・ベルトランと結婚
- サンチョ・ラミレス（1042年頃 - 1094年） - アラゴン王サンチョ1世、ナバラ王サンチョ5世
- サンチャ（1045年頃 - 1097年） - 1065年にウルジェイ伯アルマンゴル3世と結婚
- ガルシア（1046年頃 - 1086年） - ハカ司教
- ウラカ（? - 1077年） - サンタ・クルス・デ・ラ・セロスの修道女

2度目にアキテーヌ公ギヨーム6世またはギヨーム7世の娘とみられるアニェス（イネス）と結婚したが、子は無かった。